# 活性化誘導シチジンデアミナーゼ
活性化誘導シチジンデアミナーゼ（かっせいかゆうどうシチジンデアミナーゼ、Activation-Induced (Cytidine) Deaminase、AID）は、DNA中のシチジン基からアミノ基を取り除く（脱アミノ）、24 kDaの酵素である。
AIDは現在、二次抗体多様化のマスター制御因子であると考えられている。AIDがその開始に関与しているのは、3つに分かれた免疫グロブリン(Ig)多様化プロセス、体細胞超変異(SHM)、クラススイッチ組換え(CSR)、遺伝子変換(GC)である。
AIDは一本鎖DNA上でアクティブになることがin vitroで示されており、また、その脱アミノ活性を発揮するには活性転写を必要とすることが示されている。 シス因子の関与は疑われており、AID活性は、AID活性への関与が知られる他のゲノム領域よりも免疫グロブリン"可変"領域中で数段強くなっている。これは、人工的なレポーター遺伝子構造とゲノムに統合されてきた導入遺伝子(トランスジーン)からも真である。

## 機構
AIDは多段階の機構の中でSHMを開始すると信じられている。AIDは標的DNA中のシチジンを脱アミノ化する。ホットスポットモチーフに位置するシチジンは特恵的に脱アミノ化される（WRCY がモチーフ W=アデノシンまたはチミジン、R=プリン、C=シチジン、Y=ピリミジン、あるいはその逆 RGYW G=グアニジン）。その結果である U:G（U=ウリジン）ミスマッチは、いくつかある運命のひとつである。
1. U:Gミスマッチの複製は、不変異のままで残っているものがひとつ、そして C => T 転移変異を被るものがひとつの、2つの娘種の生成に際して行われる(UはDNA中ではTと類似しており、複写されるときには、そう扱われる)。
2. ウリジンは、脱塩基部位中でウラシルDNAグリコシラーゼ(UDG)によって切除されてしまうかもしれない。この脱塩基部位(または AP、アプリン(apurinic)/アピリミジン(apyrimidinic))にまたがって複製されると、4つのヌクレオチドすなわち、A、G、C、Tのどれかが無作為に持ち込まれる結果になる。この脱塩基部位は、アプリンエンドヌクレアーゼ(APE)によってデオキシリボースのリン酸骨格の中に中断が作られることで、交互に切断されうる。この切断は通常のDNA修復に導かれるか、（もしそうした切断が２つ起これば）ねじれた鎖の上にDNA二重鎖切断(double strand break: DSB)を形成することになる。スイッチ部位かIg可変部のどちらかにおけるこのようなDSBの編成は、それぞれCSRまたはGCを導くことになるものと思われる。
3. U:G ミスマッチはDNAミスマッチ修復(MMR)機構、なかでも MutSa(alpha) によって特定できる。MutSaはMSH2とMSH6からなるヘテロ二量体である。このヘテロ二量体はDNA骨格中で、 U:G ミスマッチからなるほとんどの単一基の乱れを特定できる。隙間を埋める DNAポリメラーゼ活性は誤りがちであるため、DNAの単一鎖領域を露出するエキソヌクレアーゼ活性を通じて、MMR タンパクによる U:G ミスマッチの特定は、DNAの加工を導くと思われる。これら誤りがちなポリメラーゼは、DNAギャップに渡って無作為に追加の変異を導入すると考えられている。

## 文献
1. ↑  Bransteitter et al. PNAS 100(7):4102-4107